# Александр I (царь Македонии)
 Александр I Филэллин (др.-греч. Αλέξανδρος) — македонский царь первой половины V века до н. э. На момент восшествия Александра на престол Македония представляла собой отсталое государство с пережитками первобытного строя и слабой армией. Государство было вынуждено признать сюзеренитет персидского царя. Александр проявил себя прекрасным дипломатом, который благодаря своим хитрости и уму смог расширить границы государства, присоединив к нему богатые плодородные приморские земли Пиерии с важными торговыми путями и горы Дисорона с богатыми серебряными рудниками.
Во время противостояния греков с персами он сумел, будучи подданным персидского царя, получить от афинян звание гостеприимца и «благодетеля города». Во время вторжения на территорию Греции персидский военачальник Мардоний использовал дружественные отношения Александра с греками. Македонскому царю поручили роль посла в Афины с предложением сепаратного мира.
После поражения персов Александр был занят укреплением Македонии, стремился сделать её частью древнегреческой цивилизации. При его дворе находили радушный приём такие выдающиеся представители древнегреческой культуры, как поэт Пиндар и «отец истории» Геродот. Вошёл в историю как «Филэллин», что в дословном переводе обозначает «друг греков».

## Биография

### До воцарения
Александр был сыном царя Македонии Аминты I из династии Аргеадов (также встречается название Темениды). По мнению историка Д. Коула, царевич родился в промежутке между 530 и 527 годами до н. э. Современник Александра Геродот передаёт легенду о происхождении македонского царского дома, которую услышал во время путешествий по Македонии. Потомки царя Аргоса Темена, возводившего свой род к Гераклу, Пердикка с братьями были изгнаны из родного города. Они поселились около горы Вермион, а затем покорили всю Македонию. Александр был потомком Пердикки в седьмом поколении. Данная легенда представляет изобретение самих македонян, возможно и самого Александра, целью которого было придание правдивости их притязаний на греческое происхождение. В нём использовали и модифицировали некие полузабытые предания, которые бытовали в доме македонских царей. Из всех зафиксированных в источниках предков Александра лишь его отец Аминта был несомненно исторической личностью. Впоследствии, уже после смерти Александра, легенда о происхождении рода македонских царей была, как минимум дважды, трансформирована. Предками Александра «стали» Архелай и Каран.
Первые свидетельства о жизни Александра связаны с событиями второй половины 510-х годов до н. э. К этому времени войска персов под командованием полководца и, возможно, двоюродного брата Дария I Мегабаза подошли к границам Македонии. В соответствии с обычной практикой македонянам была предоставлена возможность избежать войны, признав верховную власть царя царей империи Ахеменидов. Отец Александра Аминта I предоставил персам «землю и воду», тем самым признав их власть над Македонией. Впоследствии вокруг события возникла легенда. Геродот писал, что Мегабаз отправил ко двору македонского царя семь послов. Во время пира они опьянели и стали оскорбительно вести себя по отношению к македонским женщинам, среди которых были жена и дочери Аминты. Сын царя Александр собрал молодых македонян и перебил послов на пиру. Впоследствии Аминте удалось подкупить начальника следственной комиссии со стороны персов Бубара, сына Мегабаза, чтобы загладить инцидент. Также, Бубар получил в жёны дочь Аминты Гигею. Римский историк II—III веков Марк Юстин передаёт свою версию легенды. Мегабаз ничего не знал об убийстве, но так как послы долго не возвращались, то он отправил войско во главе с Бубаром в Македонию. «Но Бубар, раньше чем началась война, влюбился в дочь Аминты, забыл о войне и, отложив всякую вражду, женился» и стал зятем Аминты.
Современные историки считают эту легенду вымышленной. Её появление связано с официальной македонской пропагандой уже после поражения персов. Более того, существует предположение, что её лично пересказывал Геродоту Александр.
Согласно Юстину, Аминта умер вскоре после того как Бубар покинул Македонию. Историкам ничего не известно о дате этого события. Возможно, персидский вельможа покинул Балканский полуостров с началом Ионийского восстания греков в Малой Азии против персов, которое началось в 499 году до н. э. Если предположение верно, то датировка смерти Аминты и, соответственно, воцарения Александра Евсевием Кесарийским (498 год до н. э.) правдива. Согласно современным оценкам Аминта умер, а Александр взошёл на македонский престол между 500 и 495 годами до н. э.

### Участие в Олимпийских играх
В «Истории» Геродота описано участие Александра в Олимпийских играх. Со слов Геродота, македонский царь прибыл в Олимпию и изъявил желание участвовать в состязании в беге. Это встретило возражение у присутствующих. Они подчёркивали, что участие в Олимпийских играх дозволено лишь эллинам, а не варварам. Тогда Александр обратился к судьям и доказал, что по происхождению он аргосец. В конечном итоге судьи приняли доводы македонского царя и позволили принять участие в играх. Согласно Геродоту Александр «пришёл к цели одновременно с победителем». Существует основанная на фрагменте из Юстина версия, что на Олимпийских играх Александр состязался не в беге, а в панкратионе.
При анализе данного фрагмента обращает на себя внимание несколько несоответствий. В качестве царя Александр мог посетить Олимпийские игры лишь в 496 году до н. э., так как путешествие Александра по Греции в 492—480 годах до н. э. выглядит маловероятным по политическим и военным причинам. В 496 году до н. э. Александру было 30—35 лет — возраст, хоть и не совсем подходящий, но возможный для участия в беговых состязаниях. Существует гипотеза, основанная лишь на оценке политической конъюнктуры, что в Олимпийских играх царь участвовал в 476 году до н. э., когда греки праздновали победу над персами. Из фрагмента Геродота непонятно, почему Александру предпочли другого бегуна, раз оба пришли к финишу одновременно. Современные историки считают участие Александра в Олимпийских играх семейной легендой Аргеадов, которая дошла до Геродота из «вторых рук». Возможно, она имеет тот же характер, что и легенда об убийстве персидских послов.

### Участие в греко-персидских войнах

#### До похода Ксеркса
В историографии существуют различные оценки характера власти персов над Македонией во время царствования Аминты и Александра. По одной версии, персы оставили в Македонии военный гарнизон и образовали из Фракии и Македонии сатрапию Скудру. По другой, Македония до 492 года до н. э. «вообще не находилась» под персидским контролем. Возможно, в промежутке между 510-ми и 492 годами до н. э. персы ушли из Македонии, в связи с чем наследнику Аминты Александру пришлось повторно присягать на верность царю царей во время похода Мардония. Эта дискуссия в историографии связана с фрагментом «Истории» Геродота, где описывается неудачный для персов поход Мардония 492 года до н. э. Античный историк писал: «Затем сухопутное войско прибавило к числу прочих порабощённых народностей ещё и македонян (ведь все племена к востоку от Македонии были уже во власти персов)». Из этих слов можно заключить, что до тех пор Македония была независимой.
Несмотря на подчинение персам, Александр поддерживал дружественные отношение с их врагами греками. О двойственности внешней политики македонского царя свидетельствуют несколько фактов. В промежутке между 490 и 480-ми годами до н. э. афиняне под руководством Фемистокла создали крупный морской флот. Для морской программы Фемистокла были необходимы как большие денежные средства, так и корабельный лес. Древесину необходимого качества в соответствующем объёме могли обеспечить лишь племена Италии и Македония. Александр, по всей видимости, не только не препятствовал, но и способствовал торговле с врагами персов Афинами.
О наличии дипломатических отношений между Македонией и Афинами свидетельствует Геродот. Античный историк, при описании событий 480—479 годов до н. э., назвал Александра «гостеприимцем афинян[, который] имел [почётное звание] благодетеля города». Звание «благодетеля города» могло быть присуждено за конкретные заслуги. В историографии обсуждают вопрос о том, как и за какие заслуги подданный персидского царя стал «благодетелем» его врага Афин. В этом контексте вполне правдоподобной выглядит помощь Александра Афинам во время афино-эгинской войны 486—483 годов до н. э. корабельным лесом. Историк Коул приводит аргументы о наличии личных дружественных связей между царём Македонии Александром и наиболее видным политиком Афин того времени Фемистоклом, которые увидели друг в друге родственные души. Возможно, это произошло уже во время похода персов. Александр вовремя предупредил греков, среди которых был и Фемистокл, о существовании обходного пути в Темпейской долине и об опасности окружения. По мнению историка, именно Фемистокл поспособствовал получению Александром столь почётного звания. Аргументация Коула во многом основана на экстраординарных особенностях личности Фемистокла. Этот афинский политик, среди прочего, вошёл в историю как мастер «двойной игры» для достижения главной цели — могущества Афин. При изучении роли Александра в становлении Македонского царства Коул нашёл много сходного у двух античных политиков. Историк М. Уоллес утверждал, что получение Александром звания «благодетеля Афин» могло произойти в 496—493 или в 486—483 годах до н. э.
Одновременно Александр сохранял внешнюю покорность персам. Его зять Бубар был высокопоставленным военачальником, которому Ксеркс поручал важные задания в ходе приготовления к нападению на Грецию, в том числе сооружение моста через Стримон и строительство канала в области перешейка Афонского полуострова. По свидетельству Юстина, «Бубар расположил в его [Александра] пользу и Ксеркса настолько, что, когда тот, подобно буре, пронёсся над Грецией, он даровал Александру власть над всей областью между горами Олимпом и Гемом».

#### Во время похода персов в Грецию
В 480 году до н. э. войска Ксеркса вторглись на территорию Греции. Для описания многочисленности персидского войска Геродот указывал, что река Эхедор иссякла, когда армия Ксеркса расположилась на берегу и стала черпать из неё воду. Во время похода персов Александр помог грекам избежать разгрома в Темпейской долине. Войско под руководством спартанца Евенета и афинянина Фемистокла заняло проход из Македонии в Фессалию. Посланцы от Александра убедили греков отступить, передав информацию от царя о наличии обходных путей. Мотив македонского царя неясен. Возможно, Александр стремился отдалить военные действия от своих владений, либо действовал как двойной агент — с одной стороны, рассказал Ксерксу об обходном пути, а с другой — предупредил греков о грозящей им опасности.
Показательным является то, что Александр входил в окружение Ксеркса во время похода. Персидский царь поручил македонскому вассалу назначить командиров, которые бы заняли со своими отрядами лояльные Ксерксу города в Беотии, чтобы сохранить их от разграбления. Н. Хаммонд подчёркивает, что переход громадной армии предполагал постройку дорог. Таким образом, персы, улучшив и существенно расширив дорожную сеть, обеспечили последующее развитие Македонии.
Вновь Геродот упоминает Александра в связи с событиями после битвы при Саламине 480 года до н. э. После поражения персидского флота Ксеркс оставил в Греции сухопутную армию под командованием Мардония, а сам отправился домой. Хотя большая часть армии персов перезимовала в Беотии, некоторые их отряды провели зиму в Македонии. Весной 479 года до н. э. военные действия возобновились. Мардоний постарался разрушить единство коалиции греческих полисов. Для этого он отправил послом в Афины Александра с предложением о сепаратном мире. В своей речи Александр советовал афинянам заключить мир с Ксерксом, так как сила армии персов огромна и продолжение войны чревато очередным разрушением города. В античных источниках приведены две версии поездки Александра в Афины между битвами при Саламине и Платеях: согласно Геродоту, македонский царь передал предложение персов о сепаратном мире, а согласно Ликургу, он потребовал от афинян «земли и воды», за что его хотели побить камнями. После выступления Александра взяли слово послы из Спарты, против которой Мардоний предлагал союз афинянам. Спартанцы, среди прочего, охарактеризовали личность македонского царя словами: «пусть вас не соблазняет македонянин Александр, искусно смягчая грубые слова Мардония. Ведь ему приходится так поступать: он — тиран и помогает другому тирану … Вы знаете ведь, что варвары нечестны и неискренни!». В этом кратком фрагменте содержится информация о том, как спартанцы использовали два основных страха афинян — возвращение в их город тирании и завоевание варварами. Спартанцы отождествили Александра как с тиранами, так и с варварами. Выслушав обе стороны, афиняне попросили Александра больше не приезжать к ним с такими поручениями, так как, несмотря на узы гостеприимства, они не смогут гарантировать его безопасность. Ответ афинян спартанцам резко контрастировал с речью Александра. Их речь проникнута патриотизмом. Афиняне утверждали, что не смогут предать общеэллинское дело, свободу и не забудут «сожжённые и разрушенные кумиры и святилища богов» ради материальных благ и сытой жизни.
Геродот и Плутарх сообщают ещё одну историю о помощи Александра грекам. Накануне решающей битвы при Платеях македонский царь ночью тайком пробрался к позициям афинян и сообщил им о планах врага. В своей речи Александр указал на патриотические мотивы своих действий: «Никогда бы я не сказал вам этого, если бы искренне не заботился об участи всей Эллады. Ведь и сам я издревле по происхождению эллин и не желаю видеть свободную Элладу порабощённой». Историчность данного фрагмента весьма сомнительна. Вряд ли македонский царь стал бы рисковать собственной жизнью, чтобы передать планы персов грекам. Для этого он мог отправить кого-либо из своих доверенных лиц. Последующие события противоречили информации, которую Александр передал грекам. Сам рассказ также выглядит обособленным. Весьма вероятно, что его, как и историю с убийством персидских послов, придумали сами македоняне уже после поражения персов. Существует предположение, что Александр мог выступать в качестве двойного агента и передал грекам ложную информацию по приказу Мардония. Данная версия нивелирует аргумент о неоправданных рисках.
За поддержку греков во время войны с персами Александр впоследствии получил прозвище «Филэллин» («друг греков»). Однако нет никаких свидетельств об упоминания этого эпитета в V веке до н. э. Обращает на себя внимание факт того, что подобное прозвище было предназначено для не-греков, так как именование эллина или представителя другой национальности «другом своего народа» выглядит по меньшей мере странным.

### После поражения Ксеркса
Филипп II утверждал, что его дальний предок «Александр … даже послал оттуда в качестве начатков добычи от пленных мидян золотую статую для постановки в Дельфах». Существование скульптуры сомнений не вызывает, так как Геродот описал «золотую конную статую Александра» в общегреческом религиозном центре. Кроме дельфийской конной скульптуры Александра существовала и олимпийская. Возможно, в IV веке до н. э. официальная македонская пропаганда и пыталась представить Александра врагом персов, однако в источниках отсутствуют другие сведения об участии Македонии в греко-персидских войнах после провала похода Ксеркса. Не исключено, что македонское войско присоединилось к ограблению персов после их поражения при Платеях, либо несколькими годами позднее.
Во время правления Александра у Македонии не было чётких границ. На востоке в её состав при Александре вошли холмистый регион Крестония и часть Халкидиков. Племя бисалтов, которое населяло эти области, отказалось подчиняться персам и ушло в Родопские горы. Александр воспользовался их исчезновением и занял обезлюдевшие области, в том числе и богатую серебром гору Дисорон.
После поражения армии Ксеркса интересы Македонии стали пересекаться с афинскими. В 477—476 годах до н. э. афинский стратег Кимон возглавил военную экспедицию для захвата Эйона в устье Стримона. Незадолго до описываемых событий Александр захватил стратегически важную переправу через Стримон в месте «Девяти путей», недалеко от будущего Амфиполя. Хотя эта переправа и была вскоре захвачена эдонами, область стала местом пересечения интересов Македонии и Древних Афин. В 460-х годах до н. э. отношения между двумя государствами еще более ухудшились. К этому времени относится изгнание Фемистокла, с которым у Александра, по всей видимости, сложились дружеские отношения. Возможно, оба политика обговаривали далекоидущие планы о создании некой «третьей силы» в противовес Афинам и Спарте. После того как Фемистокла на родине приговорили к смерти, он был вынужден бежать из Греции. Какое-то время опальный афинский политик находился в македонской Пидне, откуда отплыл к персам.
В 465 году до н. э. жители расположенного в непосредственной близости от Македонии острова Фасос подняли восстание и заявили о выходе из Афинского морского союза. Формально этот союз был образован для совместного противодействия персам. После устранения угрозы завоевания Греции союз утратил первоначальный смысл своего существования. Жители Фасоса посчитали себя свободными от ранее взятых обязательств. Однако афиняне не хотели отказываться от владения богатым островом. Во главе военной экспедиции был поставлен Кимон. Разбив в морском сражении флот островитян, он осадил главный город острова. Осада затянулась и продлилась три года. По возвращении в Афины Кимона обвинили в том, что он «легко мог бы напасть на Македонию и отторгнуть значительную часть её», но был подкуплен Александром и не начал военных действий. Можно по-разному воспринимать эти данные — «головокружением от успехов» у афинян, либо наличием у Кимона тайных инструкций по завоеванию Македонии. Со второй половины 460-х годов до н. э. внутренние проблемы Афин (политический кризис вокруг военного похода Кимона в Спарту, начало Малой Пелопоннесской войны) заставили их на время забыть о своей экспансионистской политике в македонском направлении. Одновременно, война с Пелопоннесским союзом требовала усиления их морского флота, вследствие чего они остро нуждались в своевременных поставках корабельного леса и смолы. По всей видимости, Македония была их основным поставщиком, что предполагало поддержание торговых и дипломатических отношений.
На западных границах Александр вёл войну с эордеями и изгнал их с земель к западу от гор Вермион. При Александре в состав Македонского царства стали интегрироваться области Верхней Македонии. Существует предположение, что Александр использовал для подчинения верхнемакедонских племён персов. Так, И. Г. Дройзен считал, что македоняне подчинили Элимею и Линкестиду с помощью персов. Племена, которые жили в гористой местности, сохраняли автономию и собственные царские династии. Признание вассальной зависимости от Александра верхнемакедонских племён не означало их фактического подчинения. В состав Македонии также вошла приморская область Пиерия. При перечислении территорий, которые составляли Македонское царство, историк Фукидид писал, что их завоевали «Александр … и его предки». Подчинение той или иной области в большинстве случаев заканчивалось уничтожением большей части населения.
О последних годах правления Александра историкам практически ничего не известно. Историки и нумизматы отмечают некоторое ухудшение качества македонских монет конца царствования Александра. На этом основании делаются предположения о появлении у Македонии неких проблем, вплоть до временной потери рудников Дисорона.

### Смерть Александра
Ни дата, ни обстоятельства смерти Александра достоверно не известны. В сочинении римского историка I века Квинта Курция Руфа «История Александра Великого Македонского» приводится речь военачальника Филоты, которого заподозрили в причастности к заговору против царя. Фрагмент «Поверьте мне, и боги придут нам на помощь, если мы будем мужественны. Кто отомстит за смерть Александра, предка этого царя, затем за Архелая и Пердикку» можно трактовать в качестве указания на насильственную смерть Александра I. Упомянутые в тексте македонские цари умерли вследствие заговора (Архелай), либо в сражении (Пердикка III). Данное свидетельство спорно, как вследствие времени его написания через 500 лет после предполагаемой смерти Александра, так и вследствие необходимости допущения, что перечисление умерших не своей смертью македонских царей идёт в хронологическом порядке. Ведь дядя Александра Великого, также Александр, был убит заговорщиками на пиру.
В пользу насильственной смерти Александра могут свидетельствовать серьёзные разногласия в семье македонских царей. Они проявились в последовавшей за его смертью войне за македонский престол между сыновьями Александра. Вопрос — умер ли 80-летний царь от старости или насильственной смертью — в историографии остаётся открытым.
Евсевий Кесарийский определяет правление Александра в 44 года. В Паросской хронике указано, что Александр умер во время архонтства Эвтиппа, то есть в 461—460 году до н. э. Современные историки преимущественно датируют смерть Александра 454 годом до н. э., хотя в историографии присутствуют и другие датировки — 450-е годы до н. э., 452 год до н. э.

## Внутренняя политика
На момент восшествия Александра на престол Македония представляла отсталое государство с пережитками первобытного строя. Власть царя была ограниченной. Ряд македонских племён рассматривали его лишь как военачальника на период войны. Александра нельзя назвать абсолютным монархом, так как большую власть имело народное собрание. За период своего правления Александр смог значительно усилить роль царя в Македонии.
При Александре в Македонии стали чеканить монету. Большинство нумизматов датируют первые экземпляры 490-ми годами до н. э. На них была изображена коза. Традиционно козу связывают с Эгами как этимологически (др.-греч. αίγες — козы), так и мифологически. Историк Н. Хаммонд доказывал, что легенда о козах и основании Эг имеет более позднее происхождение. Монеты с козой на аверсе и квадратом на реверсе он относил к бисалтам. Мнение Хаммонда не является общепризнанным, представляет альтернативу традиционному взгляду на начало македонской чеканки.
После получения контроля над серебряными рудниками Дисорона Александр стал чеканить собственные монеты, в которых сочетались элементы фракийской чеканки и знаки принадлежности к Македонии. Квадрат на реверсе с отчеканенным вокруг именем Александра стал эмблемой македонских монет. Они стали первыми европейскими деньгами с именем одного человека. Помимо экономической функции надёжного платёжного средства, мастерски выполненные монеты должны были свидетельствовать о богатстве и силе самого Александра.
Александр, либо из собственных убеждений, либо из прагматических мотивов, стремился сделать Македонию частью древнегреческой цивилизации. Принадлежность Македонии к Элладе для самих греков была неочевидной. Эллинизация Македонии началась с царского двора путём принятия греческой культуры и покровительства греческим писателям. Знаменитый поэт Пиндар посещал Македонию и даже написал энкомий в честь Александра. «Отец истории» Геродот, который посещал Александра, привёл много информации о македонском царском доме. В своей «Истории» он высказывается об Александре с особой симпатией, зачастую вне всякой связи с общим ходом повествования. Македония стала принимать греческих переселенцев, которые были вынуждены в силу каких-либо причин покидать свои дома. Так, Александр предоставил приют жителям Микен, чей родной город был захвачен Аргосом.
Для защиты царского двора от гипотетического внешнего врага, согласно утверждению историка А. С. Шофмана, Александр перенёс столицу из легкодоступных равнинных Эг в неприступную крепость Пеллу. Однако традиционно перенос столицы приписывают внуку Александра Архелаю. Историк IV века до н. э. Анаксимен приписывал Александру реформирование армии, в результате которого у македонян появились подразделения конной гвардии гетайров и организованная пехота. Однако историки отвергают данное предположение, относя реформирование армии к более поздним периодам македонской истории вплоть до правления Филиппа II.

## Семья
В античных источниках содержатся сведения о сестре Александра Гигее. У неё от персидского вельможи Бубара родился сын, которого в честь деда по материнской линии назвали Аминтой. В Греции существовала традиция называть первенца именем деда. В данном случае обращает внимание выбор греческого, а не персидского имени. Впоследствии Ксеркс назначил Аминту наместником одного из своих городов. Геродот писал: «Царь поставил его наместником большого фригийского города Алабанды». Историки отмечают, что Алабанда находится в Карии, а не во Фригии. Они приводят несколько версий данной несостыковки — существование Алабанды не только во Фригии, но и в Карии; ошибку Геродота. Историк Э. Бэдиан выдвинул предположение, что Ксеркс рассматривал сына Бубара Аминту в качестве возможного наследника Александра и претендента на царский трон Македонии.
Один из схолиастов к Фукидиду отмечает, что царь Элимеи Дерда I был кузеном сыновей Александра Пердикки и Филиппа. Данное свидетельство может быть интерпретировано тремя разными способами. По одной версии, отец Дерды Арридей был сыном Аминты и братом Александра. По другим, Александр был женат на тётке Дерды, либо Арридей — на сестре Александра. Как бы то ни было, между царскими домами Нижней Македонии и Элимеи существовали родственные связи.
У Александра было по меньшей мере шесть детей. В античных источниках сохранились упоминания о пяти сыновьях и одной дочери. Учитывая существование в Древней Македонии полигамии, историки могут делать вывод о наличии у Александра нескольких жён. По всей видимости, незадолго до смерти Александр поручил управление отдельными областями Македонии трём сыновьям. Филиппу досталась важная область вдоль реки Аксий Амфакситида. Алкет и Пердикка также получили в управление некоторые регионы Македонии, однако историкам неизвестно, какие именно. О четвёртом сыне Менелае в источниках нет никаких свидетельств. Пятый сын Аминта вёл спокойную жизнь частного лица и не участвовал в борьбе за власть. Остаётся неясным, почему земельные владения получили лишь трое из пяти сыновей. Не исключена возможность, что раздел Македонии состоялся уже после смерти Александра решением Народного собрания. Несмотря на то, что Аминта и Менелай не получили земельных владений и не участвовали в борьбе за царский престол, их дети, внуки и правнуки, согласно наиболее распространённым версиям, заняли царский престол в Македонии.
Дочь Александра Стратоника стала женой одрисского царя Севта I. В историографии существуют как минимум две версии о том, был ли Пердикка назначен официальным преемником. Историк А. С. Шофман утверждал, что Александр перед смертью отдал верховную власть именно Пердикке. Другой историк Ю. Борза отмечал, что для таких выводов нет никаких оснований. Точно так же остаётся неясным старшинство братьев. В Македонии право первородства не было определяющим при наследовании царского престола. Соответственно, старшим сыном Александра мог быть любой из перечисленных царевичей.
|             |             |             |             |             |             |  |  |          |          |          |          |          |          |  |  |             |             |             |             |             |             |  |  |           |           | Аминта I  |           |           |           |  |  |            |         |         |         |         |         |       |       |            |            |            |            |            |            |  |  |  |  |  |  |        |        |        |        |        |        |  |  |  |  |  |  |  |  |
|             |             |             |             |             |             |  |  |          |          |          |          |          |          |  |  |             |             |             |             |             |             |  |  |           |           |           |           |           |           |  |  |            |         |         |         |         |         |       |       |            |            |            |            |            |            |  |  |  |  |  |  |        |        |        |        |        |        |  |  |  |  |  |  |  |  |
|             |             |             |             |             |             |  |  |          |          |          |          |          |          |  |  |             |             |             |             |             |             |  |  |           |           |           |           |           |           |  |  |            |         |         |         |         |         |       |       |            |            |            |            |            |            |  |  |  |  |  |  |        |        |        |        |        |        |  |  |  |  |  |  |  |  |
|             |             |             |             |             |             |  |  |          |          |          |          |          |          |  |  | Александр I | Александр I | Александр I | Александр I | Александр I | Александр I |  |  |           |           |           |           |           |           |  |  |            |         |         |         | Гигея   | Гигея   | Гигея | Гигея | Гигея      | Гигея      |            |            |            |            |  |  |  |  |  |  | Бубар  | Бубар  | Бубар  | Бубар  | Бубар  | Бубар  |  |  |  |  |  |  |  |  |
|             |             |             |             |             |             |  |  |          |          |          |          |          |          |  |  | Александр I | Александр I | Александр I | Александр I | Александр I | Александр I |  |  |           |           |           |           |           |           |  |  |            |         |         |         | Гигея   | Гигея   | Гигея | Гигея | Гигея      | Гигея      |            |            |            |            |  |  |  |  |  |  | Бубар  | Бубар  | Бубар  | Бубар  | Бубар  | Бубар  |  |  |  |  |  |  |  |  |
|             |             |             |             |             |             |  |  |          |          |          |          |          |          |  |  |             |             |             |             |             |             |  |  |           |           |           |           |           |           |  |  |            |         |         |         |         |         |       |       |            |            |            |            | Аминта     |            |  |  |  |  |  |  |        |        |        |        |        |        |  |  |  |  |  |  |  |  |
|             |             |             |             |             |             |  |  |          |          |          |          |          |          |  |  |             |             |             |             |             |             |  |  |           |           |           |           |           |           |  |  |            |         |         |         |         |         |       |       |            |            |            |            |            |            |  |  |  |  |  |  |        |        |        |        |        |        |  |  |  |  |  |  |  |  |
|             |             |             |             |             |             |  |  |          |          |          |          |          |          |  |  |             |             |             |             |             |             |  |  |           |           |           |           |           |           |  |  |            |         |         |         |         |         |       |       |            |            |            |            |            |            |  |  |  |  |  |  |        |        |        |        |        |        |  |  |  |  |  |  |  |  |
| Пердикка II | Пердикка II | Пердикка II | Пердикка II | Пердикка II | Пердикка II |  |  | Алкет    | Алкет    | Алкет    | Алкет    | Алкет    | Алкет    |  |  | Филипп      | Филипп      | Филипп      | Филипп      | Филипп      | Филипп      |  |  | Менелай   | Менелай   | Менелай   | Менелай   | Менелай   | Менелай   |  |  | Аминта     | Аминта  | Аминта  | Аминта  | Аминта  | Аминта  |       |       | Стратоника | Стратоника | Стратоника | Стратоника | Стратоника | Стратоника |  |  |  |  |  |  | Севт I | Севт I | Севт I | Севт I | Севт I | Севт I |  |  |  |  |  |  |  |  |
| Пердикка II | Пердикка II | Пердикка II | Пердикка II | Пердикка II | Пердикка II |  |  | Алкет    | Алкет    | Алкет    | Алкет    | Алкет    | Алкет    |  |  | Филипп      | Филипп      | Филипп      | Филипп      | Филипп      | Филипп      |  |  | Менелай   | Менелай   | Менелай   | Менелай   | Менелай   | Менелай   |  |  | Аминта     | Аминта  | Аминта  | Аминта  | Аминта  | Аминта  |       |       | Стратоника | Стратоника | Стратоника | Стратоника | Стратоника | Стратоника |  |  |  |  |  |  | Севт I | Севт I | Севт I | Севт I | Севт I | Севт I |  |  |  |  |  |  |  |  |
|             |             |             |             |             |             |  |  |          |          |          |          |          |          |  |  |             |             |             |             |             |             |  |  |           |           |           |           |           |           |  |  |            |         |         |         |         |         |       |       |            |            |            |            |            |            |  |  |  |  |  |  |        |        |        |        |        |        |  |  |  |  |  |  |  |  |
|             |             |             |             |             |             |  |  |          |          |          |          |          |          |  |  |             |             |             |             |             |             |  |  |           |           |           |           |           |           |  |  |            |         |         |         |         |         |       |       |            |            |            |            |            |            |  |  |  |  |  |  |        |        |        |        |        |        |  |  |  |  |  |  |  |  |
| Архелай     | Архелай     | Архелай     | Архелай     | Архелай     | Архелай     |  |  | Аэроп II | Аэроп II | Аэроп II | Аэроп II | Аэроп II | Аэроп II |  |  | Аминта      | Аминта      | Аминта      | Аминта      | Аминта      | Аминта      |  |  | Аминта II | Аминта II | Аминта II | Аминта II | Аминта II | Аминта II |  |  | Арридей    | Арридей | Арридей | Арридей | Арридей | Арридей |       |       |            |            |            |            |            |            |  |  |  |  |  |  |        |        |        |        |        |        |  |  |  |  |  |  |  |  |
| Архелай     | Архелай     | Архелай     | Архелай     | Архелай     | Архелай     |  |  | Аэроп II | Аэроп II | Аэроп II | Аэроп II | Аэроп II | Аэроп II |  |  | Аминта      | Аминта      | Аминта      | Аминта      | Аминта      | Аминта      |  |  | Аминта II | Аминта II | Аминта II | Аминта II | Аминта II | Аминта II |  |  | Арридей    | Арридей | Арридей | Арридей | Арридей | Арридей |       |       |            |            |            |            |            |            |  |  |  |  |  |  |        |        |        |        |        |        |  |  |  |  |  |  |  |  |
|             |             |             |             |             |             |  |  |          |          |          |          |          |          |  |  |             |             |             |             |             |             |  |  |           |           |           |           |           |           |  |  | Аминта III |         |         |         |         |         |       |       |            |            |            |            |            |            |  |  |  |  |  |  |        |        |        |        |        |        |  |  |  |  |  |  |  |  |

## Оценки правления Александра в историографии
Результатом политики Александра стало появление сильного Македонского царства, которое стало одной из главных сил региона северной части Эгейского моря и Балканского полуострова. Кратковременная гегемония персов, последующие греко-персидские войны, беспорядки среди фракийских племён позволили Александру существенно расширить границы своих владений, приобрести не только богатые серебряные рудники Бизалтии, но и плодородные земли, через которые проходили важные торговые пути. Историк С. Справский назвал Александра I творцом Великой Македонии.
В исторической литературе за Александром закрепился эпитет «Филэллин» (друг греков). Впервые он зафиксирован в трудах позднеантичного автора Диона Хрисостома. Впоследствии его использовали в многочисленных александрийских схолиях к трудам Фукидида, Демосфена и других античных авторов. Обозначение приобрело популярность, не в последнюю очередь потому, что позволяло идентифицировать и различать данного Александра с его более известным потомком Александром III Македонским. Несмотря на устоявшийся эпитет, который предполагает симпатию к грекам в их противостоянии с персами, в научной литературе существуют противоположные мнения о роли Александра в греко-персидских войнах. Ф. Гейер считал, что македонские цари защищали греческие интересы, а их присяга на верность персидскому царю была вынужденной. А. Момильяно находил политику Александра по меньшей мере двусмысленной. Р. Парибени указывал, что даже блестящая победа греков при Саламине не заставила македонян выступить против персов. «Филэллинство» Александра было следствием последующей македонской пропаганды. Дипломатию Александра можно рассматривать в контексте прагматических устремлений Александра к усилению Македонию, который предполагал поддержание хороших отношений с обеими воюющими сторонами. Двойственность политики Александра может также свидетельствовать о его прозорливости, предугадывании будущего величия Афин при необходимости временно находиться в подчинении у персов. Политика Александра, направленная на недопущение конфликтов как с персами, так и греками, позволила не только сохранить, но и значительно усилить Македонию. Вне зависимости от отношения Александра к противоборствующим сторонам, он практически никак не повлиял на ход греко-персидских войн.
Историк Отто Абель считал период царствования Александра переломным в развитии Македонии и её взаимоотношении с греками. По мнению автора монографии «Македония до царя Филиппа», была уничтожена «пропасть, разделявшая ранее эти два народа». Арнольд Тойнби считал Александра человеком с исключительными способностями, который стал во главе Македонии в один из наиболее критичных моментов в её истории.
Историк А. С. Шофман отмечает, что во второй период царствования, уже после уничтожения армии Ксеркса, перед Александром встали новые задачи: объединение македонских племён в единое государство и предотвращение военной угрозы со стороны соседних племён. Ни та, ни другая задача не была выполнена. Шофман также отмечает беспомощность Македонии при Александре в военном плане. Без посторонней помощи она не смогла бы расширить свои территории. Македонское царство не было в состоянии противостоять войскам соседей, о чём свидетельствует обвинение Кимона в том, что тот не использовал возможность беспрепятственно занять богатые македонские земли.

### Исследования
- Борза Ю. История античной Македонии (до Александра Великого) / пер. с англ. М. М. Холода при участии А. Бодрова, О. и В. Иванцовых, 3. Барзах; научная ред. и вступ. статья М. М. Холода; приложения М. М. Холода, Э. Д. Фролова и Ю. Н. Кузьмина. — СПб.: Нестор-История, 2013. — 592 с. — (Историческая библиотека). — ISBN 978-5-44690-015-2.
- Дандамаев М. А.-К. Политическая история Ахеменидской державы / Утверждено к печати Ученым советом Института востоковедения Академии наук СССР. — М.: Главная редакция восточной литературы издательства «Наука», 1985. — 319 с.
- Грэйнджер Д. Д. Империя Александра Македонского. Крушение великой державы / пер. с англ. С. О. Махарадзе. — М.: АСТ, 2010. — 352 с. — (Историческая библиотека). — ISBN 978-5-17-063297-8.
- Златковская Т. Д. Возникновение государства у фракийцев VII—V вв. до н. э. / ответственный редактор С. А. Токарев. — М.: Наука, 1971.
- Баррон Дж.-П. Глава 11: Освобождение Греции // Кембриджская история древнего мира / Под редакцией Дж. Бордмэна, Н.-Дж.-Л. Хэммонда, Д.-М. Льюиса, М. Оствальда. Перевод, подготовка текста, заметка «От переводчика», примечания А. В. Зайкова. — М.: Ладомир, 2011. — Т. IV. Персия, Греция и западное Средиземноморье ок. 525—479 гг. до н. э. — С. 705—740. — 1112 с. — 1500 экз. — ISBN 978-5-86218-467-9.
- Киляшова К. А. Политическая роль женщин при дворе македонских царей династии Аргеадов. Диссертация на соискание учёной степени кандидата исторических наук //  / Научный руководитель доктор исторических наук, профессор Э. В. Рунг. — Казань: Казанский (Приволжский) федеральный университет, 2018.
- Кузьмин Ю. Н. «Гробница Аминты» в Тельмессе и Аминта, сын Бубара // IRANICA. Иранские империи и греко-римский мир в VI в. до н. э. — VI в. н. э.  / под ред. О. Л. Габелко, Э. В. Рунга, А. А. Синицына, Е. В. Смыкова. — Казань: Издательство Казанского университета, 2017. — С. 214—223. — ISBN 978-5-00019-823-0.
- Лурье С. Я. История Греции / Составитель, автор вступительной статьи Э. Д. Фролов. — СПб.: Издательство С.-Петербургского ун-та, 1993. — 658 с. — 800 экз. — ISBN 5-288-00645-8.
- Мубаракшин А. Э. Правящая элита Линкестиды до покорения Аргеадами // Известия общества археологии, истории и этнографии при Казанском университете. — 2023. — Т. 43, № 1. — С. 16—44. — ISSN 2312-3400. — doi:10.26907/2312-3400.2023.1.16-44.
- Суриков И. Е. Античная Греция: политики в контексте эпохи: время расцвета демократии. — М.: Наука, 2008. — 383 с. — ISBN 978-5-02-036984-9.
- Суриков И. Е. Геродот. — М.: Молодая гвардия, 2009. — 416 с. — (Жизнь замечательных людей: сер. биогр.; вып. 1174). — ISBN 978-5-235-03226-2.
- Хэммонд Н.-Дж.-Л. Глава 9: Поход Датиса и Артаферна и Глава 10: Поход Ксеркса // Кембриджская история древнего мира / Под редакцией Дж. Бордмэна, Н.-Дж.-Л. Хэммонда, Д.-М. Льюиса, М. Оствальда. Перевод, подготовка текста, заметка «От переводчика», примечания А. В. Зайкова. — М.: Ладомир, 2011. — Т. IV. Персия, Греция и западное Средиземноморье ок. 525—479 гг. до н. э. — С. 589—704. — 1112 с. — 1500 экз. — ISBN 978-5-86218-467-9.
- Шофман А. С. История античной Македонии. — Казань: Издательство Казанского университета, 1960. — Т. 1: Доэллинистическая Македония. — 300 с. — 700 экз.
- Cole J. W. Alexander Philellene and Themistocles (англ.) // L'Antiquité Classique. — 1978. — Vol. 47. — P. 37—49. — JSTOR 41651169.
- Hammond N. G. L., Griffith G. T. A History of Macedonia (англ.). — Oxford: Clarendon Press, 1979. — Vol. II: 550-336 B.C.. — ISBN 0-l9-814814-3.
- Dascylium (Table 3) // Encyclopædia Iranica. — Encyclopaedia Iranica Foundation, 1994. — Vol. VII/1: Dara(b) I — Dastur Al-Afazel. — P. 85—90. — ISBN 9781568590196.
- Kaerst J.[нем.]. Alexandros 8 // Paulys Realencyclopädie der classischen Altertumswissenschaft :  [нем.] / Georg Wissowa. — Stuttgart : J. B. Metzler’sche Verlagsbuchhandlung, 1893. — Bd. I, Erste Hälfte (I, 1). — Kol. 1411—1412.
- King Carol J. Ancient Macedonia (англ.). — London; New York: Routledge, 2018. — ISBN 978-1-315-17741-0.
- Müller Sabine[нем.]. Perdikkas II. — Retter Makedoniens (нем.). — Berlin: Frank&Timme GmbH, 2017. — ISBN 978-3-7329-9605-6.
- Oberhummer E.[нем.]. Elimeia 1 // Paulys Realencyclopädie der classischen Altertumswissenschaft :  [нем.] / Georg Wissowa. — Stuttgart : J. B. Metzler’sche Verlagsbuchhandlung, 1905. — Bd. V, Zweite Hälfte (V, 2). — Kol. 2367—2368.
- Roisman Joseph. Chapter 8. Classical Macedonia to Perdiccas III // A Companion to Ancient Macedonia (англ.) / Book Editors Joseph Roisman, Ian Worthington. — Oxford: Wiley-Blackwell, 2010. — P. 145—165. — ISBN 9781444351637. — doi:10.1002/9781444327519.ch8.
- Scaife R.[англ.]. Alexander I in the Histories of Herodotos (англ.) // Hermes. — Franz Steiner Verlag, 1989. — Vol. 117, no. 2. — P. 129—137.
- Sprawski S.[пол.]. The Early Temenid Kings to Alexander I // A Companion to Ancient Macedonia (англ.) / Book Editors Joseph Roisman, Ian Worthington. — Oxford: Wiley-Blackwell, 2010. — P. 125—144. — ISBN 9781444351637. — doi:10.1002/9781444327519.ch7.
- Wallace M. B. Early Greek "Proxenoi" (англ.) // Phoenix. — Classical Association of Canada, 1970. — Vol. 24, no. 3. — P. 189—208. — doi:10.2307/1087240. — JSTOR 1087240.